# Bataille de Krouty
Guerre d'indépendance ukrainienne
 Guerre soviéto-ukrainienne
La bataille de Krouty (en ukrainien : Битва під Крутами, Bytva pid Kroutamy) désigne un affrontement entre élèves-officiers ukrainiens de la République nationale ukrainienne et soldats de l'Armée rouge.
Elle se déroule le 30 janvier 1918, sur l'emplacement d'un nœud ferroviaire situé près du village de Krouty (de), à 130 km au nord-est de Kiev, dans l'actuel oblast de Tchernihiv.
La bataille, qui est aujourd'hui considérée comme un symbole de la résistance ukrainienne à l’armée soviétique, s'inscrit dans le cadre du conflit soviéto-ukrainien de 1917-1921 et de la guerre civile russe.

## Historique
Lors de l'avancée vers Kiev d'une division de l'Armée rouge forte de 4 000 hommes, commandée par Mikhaïl Artemyevitch Mouraviov, un petit détachement de cadets de la République nationale ukrainienne commandé par le capitaine Ahapiy Honcharenko (uk) fut hâtivement constitué et envoyé pour l'intercepter. L'unité ukrainienne, qui comptait 500 hommes (certaines sources parlent de 300 hommes), était principalement composée d'élèves fusiliers de la Sitch, une unité de l'École des cadets de Khmelnytskyï, et de Cosaques haïdamaks. Près de la moitié des hommes périt durant la bataille qui dura plus de 5 heures.
En mars 1918, après le retour de la Rada centrale dans la capitale ukrainienne, onze corps d'élèves furent réenterrés dans le tombeau d'Askold situé dans le centre-ville de Kiev. Le président ukrainien de l'époque, Mykhaïlo Hrouchevsky, donna le titre de héros aux 500 élèves ayant combattu. Le poète ukrainien Pavlo Tytchyna dédia un poème à la mémoire et à la mort héroïque des jeunes hommes.
Après la chute de la République nationale ukrainienne, les corps furent transférés au cimetière Lukyanivske de Kiev. Au fil des ans, l'histoire de la bataille fut occultée par le gouvernement soviétique ukrainien.

### Commémoration
En 2018 est tourné le film Krouty 1918 (Крути 1918). En 1998, un monument commémorant les 80 ans de la bataille fut érigé au tombeau d'Askold. En 2001, une pièce commémorative en monnaie locale fut fondue. Enfin en 2006, le gouvernement ukrainien érigea le mémorial des héros de Krouty (en) sur le site même où la bataille se déroula quelque 88 ans plus tôt.

## Au cinéma
- Krouty 1918 (Крути 1918, un film de 2019) réalisé par Oleksiy Shaparev [4].

## En images

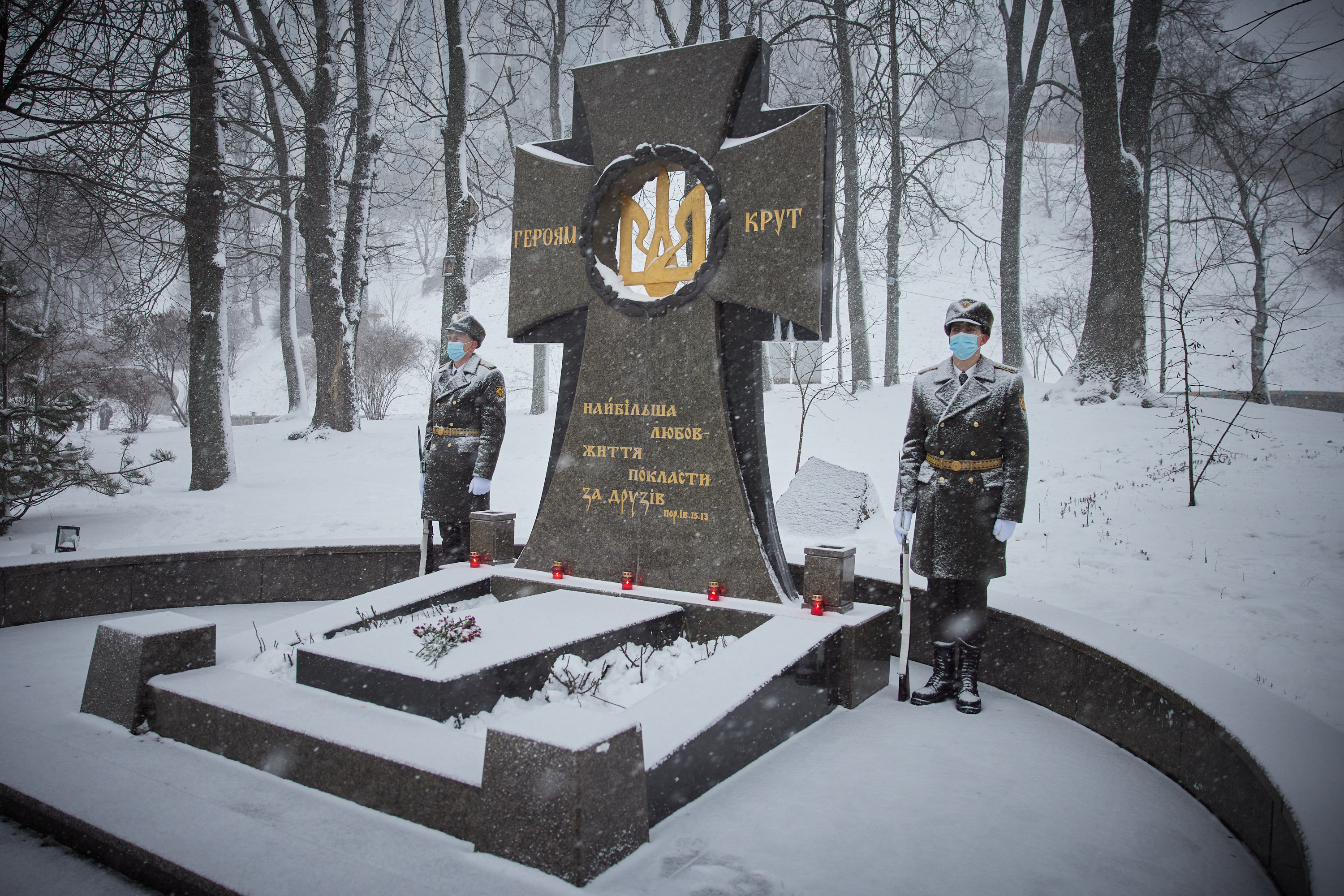
Monument au Tombeau d'Askold.
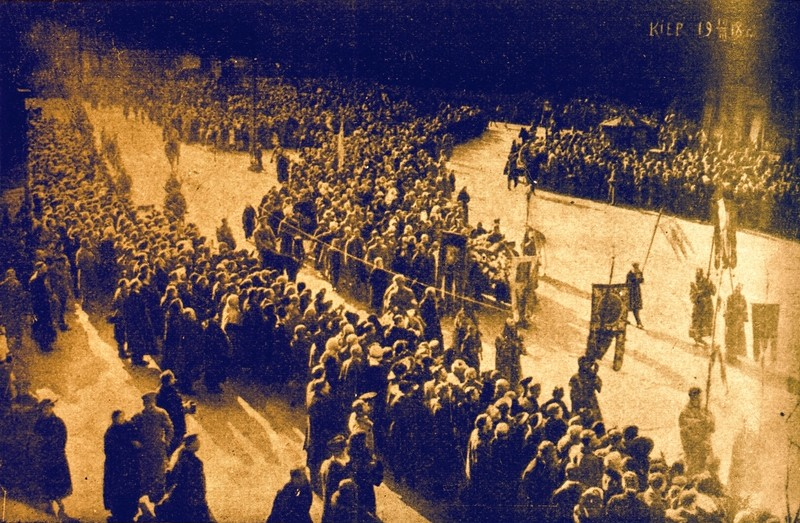
Enterrement des cadets, 1918.
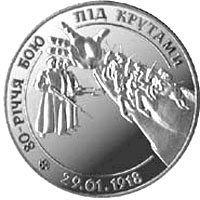
Pièce commémorative de la bataille.
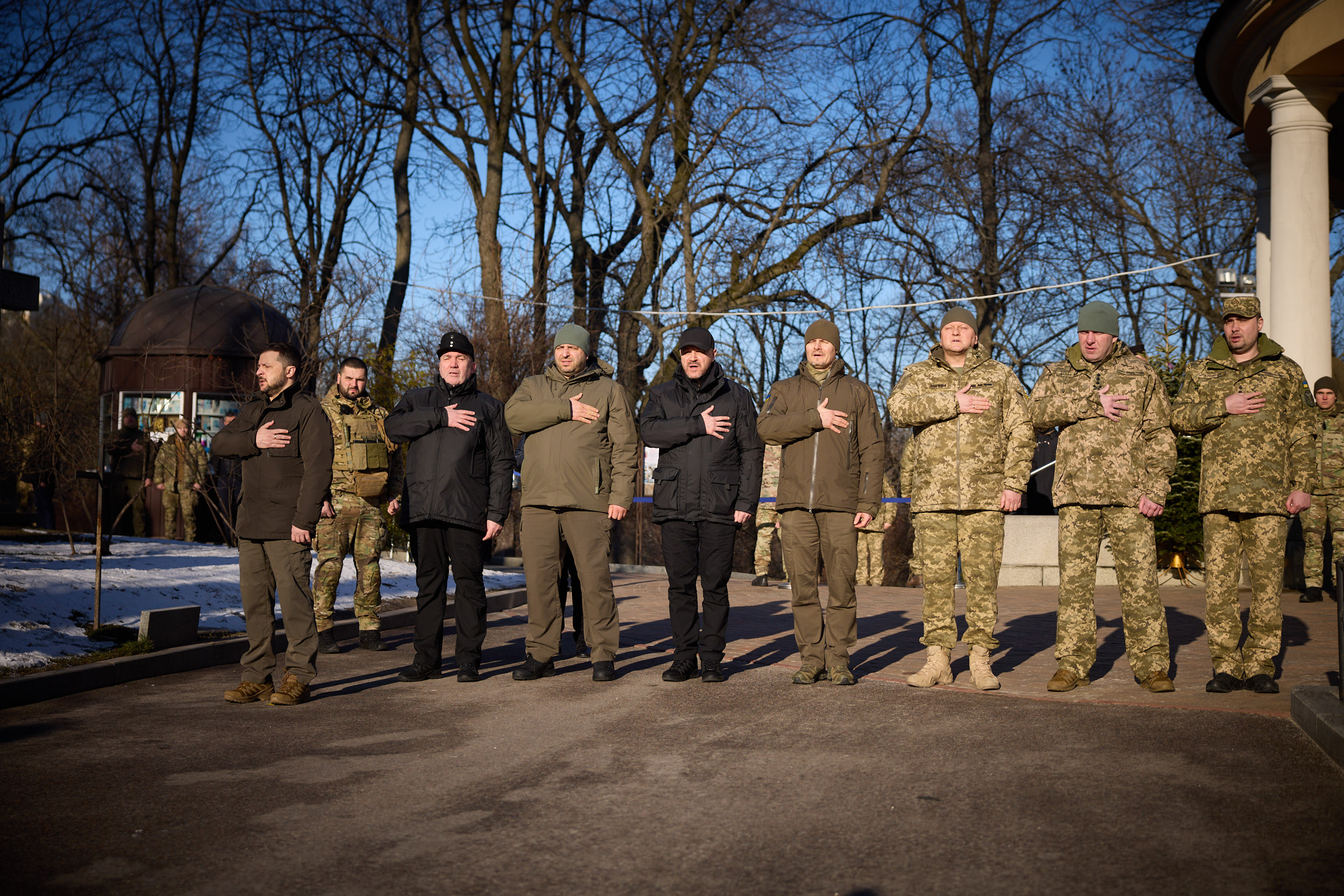
Cérémonie mémorielle en 2024 avec Valeri Zaloujny, Oleksiy Danilov, Kyrylo Boudanov, Vassyl Maliouk, Ihor Klymenko, Andryi Yermak, Roman Machovets et le président Zelensky.